# Быкановский сельсовет
Быкановский сельсовет — сельское поселение в Обоянском районе Курской области Российской Федерации.
Административный центр — село Быканово.

## История
Статус и границы сельского поселения установлены Законом Курской области от 21 октября 2004 года № 48-ЗКО «О муниципальных образованиях Курской области»

## Население
| 2002 | 2010 | 2012 | 2013 | 2014 | 2015 | 2016 |
| ---- | ---- | ---- | ---- | ---- | ---- | ---- |
| 1135 | ↘834 | ↘790 | ↘760 | ↘749 | →749 | ↗759 |
| 2017 | 2018 | 2019 | 2020 | 2021 |      |      |
| ↗762 | ↘743 | ↘701 | ↘699 | ↘640 |      |      |

## Состав сельского поселения
| № | Населённый пункт | Тип населённого пункта       | Население |
| - | ---------------- | ---------------------------- | --------- |
| 1 | Быканово         | село, административный центр | ↘362      |
| 2 | Знаменка         | деревня                      | ↘217      |
| 3 | Монастырский     | хутор                        | ↘0        |
| 4 | Нагорный         | хутор                        | ↘28       |
| 5 | Пасечный         | посёлок                      | ↘227      |